# José Clavijo y Fajardo

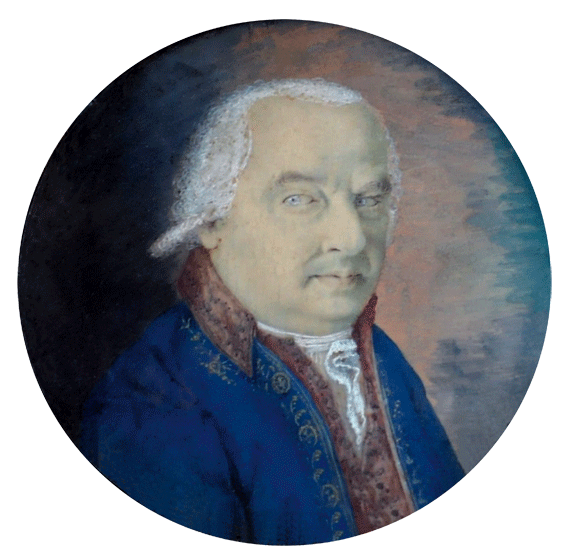
José Clavijo y Fajardo.

José Clavijo y Fajardo, född den 19 mars 1726 på Kanarieöarna, död den 3 november 1806 i Madrid, var en spansk författare.
Clavijo y Fajardo var redaktör för tidskriften El Pensador, men gjorde sig mindre känd som tidningsman än som huvudperson i en kärleksaffär. Clavijo y Fajardo förlovade sig 1764 med Pierre de Beaumarchais syster men bröt förlovningen och blev därför hårt ansatt av Beaumarchais, som tvingade honom att antingen gifta sig med systern eller förklara sig ha handlat ohederligt. Clavijo y Fajardo föredrog det senare. Detta utbroderades senare av Beaumarchais med romantiska detaljer i hans drama Eugénie och användes även av Goethe i hans drama Clavigo. Clavijo y Fajardo blev landsförvisad 1764 men tilläts senare återvända och dog som kunglig bibliotekarie.